# روابط کویت و فیلیپین
روابط کویت و فیلیپین به پیوندهای دوجانبه میان کشور کویت و کشور فیلیپین اشاره دارد.

## تاریخچه
فیلیپین در سپتامبر ۱۹۶۱، سه ماه پس از استقلال کویت، این کشور را به رسمیت شناخت. روابط دیپلماتیک رسمی میان این دو کشور در تاریخ ۱۷ ژانویه ۱۹۷۹ برقرار شد. فیلیپین در سال ۱۹۷۹ سفارت خود را در کویت تأسیس کرد.
فیلیپین بخشی از ائتلاف تحت رهبری ایالات متحده برای آزادسازی کویت از اشغال عراق در جریان جنگ خلیج فارس در سال ۱۹۹۱ بود. کویت نیز در تاریخ ۲۴ مه ۱۹۹۶ سفارت خود را در مانیل گشود.

## روابط اقتصادی

### تجارت
میزان تجارت میان کویت و فیلیپین در سال ۲۰۱۵ حدود ۷۷۹ میلیون دلار بود که تراز تجاری به نفع کویت بود. سرمایه‌گذاری‌های کویت در فیلیپین عمدتاً ماهیتی کشاورزی دارند. در سال ۱۹۸۱، تلاش شرکت‌های فیلیپینی برای ساخت یک بزرگراه به ارزش ۳۰۰ میلیون دلار که کویت را به بغداد در عراق متصل کند، بازتاب رسانه‌ای گسترده‌ای داشت.

### کارگران
بر اساس اعلام سفارت فیلیپین در سال ۲۰۱۸، حدود ۲۵۰ هزار فیلیپینی در کویت مشغول به کار هستند که ۶۵ درصد از آنان را خدمتکاران خانگی تشکیل می‌دهند. کارگران خانگی از فیلیپین همراه با مهاجرانی از سری‌لانکا و هند از دهه ۱۹۷۰ در کویت ساکن شدند. گزارش‌هایی از نقض حقوق بشر علیه کارگران مهاجر در کویت از جمله فیلیپینی‌ها، همچنان نگرانی دولت فیلیپین را برمی‌انگیزد.
ادعاهایی دربارهٔ سوءاستفاده و تجاوز، باعث شد که فیلیپینی‌ها در سال ۲۰۱۳ کارزاری برای درخواست ممنوعیت اعزام خدمتکاران خانگی به کویت راه‌اندازی کنند. این درخواست‌نامه دست‌کم ۱۰ هزار امضا جمع‌آوری کرد.

## تنش‌ها

### بحران دیپلماتیک ۲۰۱۸
رئیس‌جمهور رودریگو دوترته در فوریه ۲۰۱۸ پس از مجموعه‌ای از مرگ‌های خدمتکاران خانگی فیلیپینی، ممنوعیتی برای اعزام کارگران فیلیپینی به کویت صادر کرد. حادثه‌ای که منجر به این ممنوعیت شد، گزارش کشف جسد یک خدمتکار خانگی فیلیپینی در فریزری در انباری متروکه از نوامبر ۲۰۱۶ بود.
در آوریل ۲۰۱۸، ویدیویی منتشر شد که اقدام ادعایی کارکنان سفارت فیلیپین در نجات خدمتکاران خانگی فیلیپینی از کارفرمایان ظاهراً متجاوز را نشان می‌داد. کویت این اقدام را به‌عنوان نقض حاکمیت خود محکوم کرد. در مه ۲۰۱۸، توافق‌نامه‌ای میان دو کشور امضا شد که بر اعطای حقوق بیشتر به کارگران مهاجر فیلیپینی تأکید داشت و در نهایت، ممنوعیت اعزام لغو شد.

### مرگ کارگران مهاجر
در ۳۱ دسامبر ۲۰۱۹، یک کارگر مهاجر فیلیپینی ۲۶ ساله به نام «جینلین پادرنال ویلاونده» بنا بر اعلام وزارت امور خارجه فیلیپین، توسط همسر کارفرمایش به قتل رسید. وزارت خارجه فیلیپین این قتل را محکوم کرده و آن را «نقض توافق‌نامه امضاشده میان دولت‌های فیلیپین و کویت در سال ۲۰۱۸ برای حمایت از این کارگران» دانست. کالبدشکافی انجام‌شده توسط اداره تحقیقات ملی فیلیپین نشان داد که این زن پیش از مرگ مورد آزار جنسی قرار گرفته بود. یک سال بعد، دادگاه کیفری کویت، کارفرما را به اعدام محکوم کرد.
در ۲۱ ژانویه ۲۰۲۳، «جولبی کابیلیس رانارا»، خدمتکار خانگی ۳۴ ساله به قتل رسید و جسد سوخته‌اش در میانهٔ بیابان پیدا شد. طبق گزارش‌های روزنامهٔ عرب تایمز، کالبدشکافی نشان داد که رانارا باردار بوده است. پسر ۱۷ سالهٔ کارفرمایش، متهم شد که پیش از قتل، او را مورد تجاوز قرار داده است. این نوجوان بعدها دستگیر شد. وزارت کارگران مهاجر (DMW) این قتل را محکوم کرد و اعلام نمود که ممنوعیت اعزام جدید صادر نخواهد شد. جسد او در شب ۲۷ ژانویه ۲۰۲۳ به فیلیپین بازگردانده شد. فردای آن شب، بنابر درخواست خانواده‌اش، کالبدشکافی توسط اداره تحقیقات ملی فیلیپین انجام شد. مراسم خاک‌سپاری او در خانه‌اش در لاس پینیاس برگزار شد و در ۵ فوریه به خاک سپرده شد.
در فوریه، فیلیپین اعلام کرد که اعزام خدمتکاران خانگی فیلیپینی برای نخستین‌بار به کویت را دوباره به حالت تعلیق درآورده است. در ۱۰ مه ۲۰۲۳، دولت کویت اعلام کرد که صدور ویزا برای شهروندان فیلیپینی را متوقف می‌کند و هیچ ویزای جدیدی برای آنان صادر نخواهد شد. این تعلیق صدور ویزا و امتیازات مربوط به آن، در ژوئن ۲۰۲۴ لغو شد.